# Апсит, Александр Петрович
Александр Петрович Апсит (Апситис, латыш. Aleksandrs Apsītis; 25 марта [6 апреля] 1880, Рига — 19 сентября 1943, Людвигслюст, Мекленбург — Передняя Померания) — русский и латвийский художник.

## Биография
Родился в рабочей семье. С 1894 года жил в Санкт-Петербурге, в 1898—1899 учился в студии Льва Дмитриева-Кавказского.
В 1900—1910 входил в московский литературно-художественный кружок «Среда». Участвовал в выставках кружка, в выставках «Blanc et Noir» и картин русских художников в Москве (1912).
В 1902—1906 много рисовал для журналов «Родина», «Звезда», «Нива», «Дух времени» (1905—1907) и проч.
С 1905 жил в Москве. Для журналов и московских издателей А. Ф. Маркса, А. Д. Ступина, И. Д. Сытина иллюстрировал сочинения Л. Н. Толстого, А. П. Чехова, Н. С. Лескова, А. М. Горького.
Исполнил серию пасхальных открыток, изданных «Товариществом А. И. Абрикосова и С-вей», также рисовал открытки на темы Первой мировой войны, российской истории, поздравительные открытки, рекламные открытки и плакаты.
Во время гражданской войны (1917—1919) стал основоположником советского политического плаката.
В 1921 году по праву уроженца Риги вернулся в Латвию, где работал книжным иллюстратором.
С 1939 года жил в Германии. Скончался там же в 1943 году.

## Плакаты авторства А. П. Апсита
- «На табак солдату», 1915
- «Грудью на защиту Петрограда!», 1918
- «Беспартийный! Не сиди в стороне!», 1921
- «Граждане, сдавайте оружие!», 1918
- «Нападение империалистов на Советскую Россию. Мы победим!», 1918
- «Интернационал» (рабочие, противостоящие «церкви» и её «капищам»), 1919
- «Пролетарии всех стран, соединяйтесь!», 1919
- «Для чего нам нужен Донецкий бассейн», 1919
- «Враг хочет захватить Тулу — кузницу Красной Армии. Товарищи! Защищайте Тулу. Раздавите врага», 1919
- «Отступая перед Красной Армией, белогвардейцы жгут хлеб», 1919
- «Пролетарий, на коня!», 1919
- «Вперёд на защиту Урала!», 1919

## Дореволюционные открытки, картины и книжные иллюстрации
- С Рождеством!
- С Пасхой!
- Суд истории (над Германией), 1914
- «Крем „Эклипс“ таперя мой, Мне перечить не моги, Побегу скорей домой, Им начистить сапоги». Открытка с рекламой ваксы для обуви
- «Женихи деревни нашей Все пленилися Наташей, Но один ей Ваня мил — Крем „Эклипс“ ей подарил». Открытка с рекламой ваксы для обуви
- Военный совет в Дриссе в 1812 году, генерал Фуль призывает обороняться от Наполеона в Дрисском лагере
- Иллюстрация к повести Л. Н. Толстого «Хаджи-Мурат»
- Пейзаж

## Серия открыток к столетию войны 1812 года (1912)
- «Князь М. И. Кутузов-Смоленский»
- «Император Александр I»
- «Подвиг Энгельгарта, смоленского дворянина-партизана»
- «Наполеон пишет диспозицию Бородинского сражения»
- «Москвичи покидают Первопрестольную»
- «Наполеон на Поклонной горе ожидает депутацию „бояр“»
- «Французы грабят москвичей»
- «Пожар Москвы. Наполеон покидает Кремль»
- «Казаки атамана Платова»
- «Партизан Денис Давыдов»
- «Партизаны»
- «Наполеон приговаривает к расстрелу пойманных партизан»
- «Старая гвардия не сдаётся»
- «Приготовления к ужину»